# Amphisphaeria umbrina
Amphisphaeria umbrina är en svampart som först beskrevs av Elias Fries, och fick sitt nu gällande namn av De Not. 1863. Amphisphaeria umbrina ingår i släktet Amphisphaeria och familjen Amphisphaeriaceae.  Arten är reproducerande i Sverige. Inga underarter finns listade i Catalogue of Life.